# DJ BoBo
Peter René Baumann (n. 5 ianuarie 1968), cunoscut mai bine sub numele de DJ BoBo, este un cântăreț, compozitor, dansator și producător de muzică elvețian. DJ BoBo a vândut 14 milioane de înregistrări în întreaga lume și a lansat 11 albume de studio, precum și o compilație de câteva albume, care au inclus hit-urile sale anterioare într-un format refăcut.

## Discografie
Albume
- Dance With Me (1993)
- There Is A Party (1994)
- Just For You (1995)
- World In Motion (1996)
- Magic (1998)
- Level 6 (1999)
- Planet Colors (2001)
- Celebration (2002)
- Visions (2003)
- Pirates Of Dance (2005)
- Vampires (2007)
- Fantasy (2010)

Single-uri
- I Love You (1989)
- Ladies In The House (1991)
- Let's Groove On (1991)
- Somebody Dance With Me (1992)
- Keep On Dancing (1993)
- Take Control (1994)
- Everybody (1994)
- Let The Dream Come True (1994)
- Love Is All Around (1995)
- There Is A Party (1995)
- Freedom (1995)
- Love Is The Price (1996)
- Pray (1996)
- Respect Yourself (1996)
- It's My Life (1997)
- Shadows Of The Night (1997)
- Where Is Your Love (1998)
- Around The World (1998)
- Celebrate (1998)
- Together (1999)
- Lies (1999)
- What A Feeling (2001; cu Irene Cara)
- Hard To Say I'm Sorry (2001)
- Colors Of Life (2001)
- Celebration (2002)
- Chihuahua (2002)
- I Believe (2003)
- Pirates Of Dance (2005)
- Amazing Life (2005)
- Secrets Of Love  (2006; cu Sandra Crețu)
- Vampires are alive  (2007)
- We Gotta Hold On (2007)
- Because Of You (2007)
- Superstar (2010)